# Turhenieve, Djankoi
Turhenieve (în ucraineană Тургенєве) este un sat în comuna Medvedivka din raionul Djankoi, Republica Autonomă Crimeea, Ucraina.

## Demografie
Componența lingvistică a localității Turhenieve
     Tătară crimeeană (41,19%)
     Rusă (30,97%)
     Ucraineană (24,84%)
     Alte limbi (0,63%)
Conform recensământului din 2001, nu exista o limbă vorbită de majoritatea populației, aceasta fiind compusă din vorbitori de tătară crimeeană (41,19%), rusă (30,97%) și ucraineană (24,84%).